# Henrique Loureiro dos Santos
Henrique Loureiro dos Santos, genannt Henrique, (* 13. Mai 1986 in Itabuna) ist ein brasilianischer Fußballspieler. Der Rechtsfüßer wird in der Abwehr auf der rechten Seite eingesetzt.

## Karriere
Henrique startete seine Profilaufbahn beim AD Confiança. Bei diesem schaffte er 2006 den Sprung in den Profikader. Nach einer Zwischenstation kam er 2008 zum Tupi FC. Von diesem wurde er Anfang 2009 an den Ituano FC ausgeliehen. Hier bestritt er Spiele in der Staatsmeisterschaft von São Paulo. Zum Start wurde Henrique weiter verliehen an die SE Palmeiras. Mit diesem hatte der Spieler seinen ersten Auftritt in Brasiliens höchster Spielklasse. Am 7. Juni 2009 stand er im Spiel gegen den EC Vitória in der Startelf. In dem Spiel wurde er in der 62. Minute ausgewechselt. Weitere Einsätze in dem Klub erhielt er nicht.
2010 war Henrique an den Vila Nova FC in die Série B ausgeliehen. Er saß lediglich dreimal auf der Reservebank. Nachdem er 2011 mit dem São Bernardo FC zunächst in der Staatsmeisterschaft von São Paulo antrat, bestritt er die Ligasaison mit seinem Heimatklub Tupi. Hier konnte er in fünfzehn Spielen drei Tore zur Meisterschaft in der Série D beisteuern.
Nach weitern Leihgeschäften verließ Henrique Tupi Ende 2014. Er schloss sich dem Volta Redonda FC. Mit dem Klub trat er 2015 in der Staatsmeisterschaft von Rio de Janeiro an. Zur Ligasaison wechselte er zum Macaé Esporte FC in die Série B. Auch 2016 standen weitere Klubwechsel an. Begann er zunächst mit dem Figueirense FC in der Staatsmeisterschaft von Santa Catarina und der Primeira Liga do Brasil, ging es zum Ligabetrieb zurück zu Tupi. Dieser spielte in der Saison in der Série B.

## Erfolge
Tupi
- Série D: 2011